# Дымосос

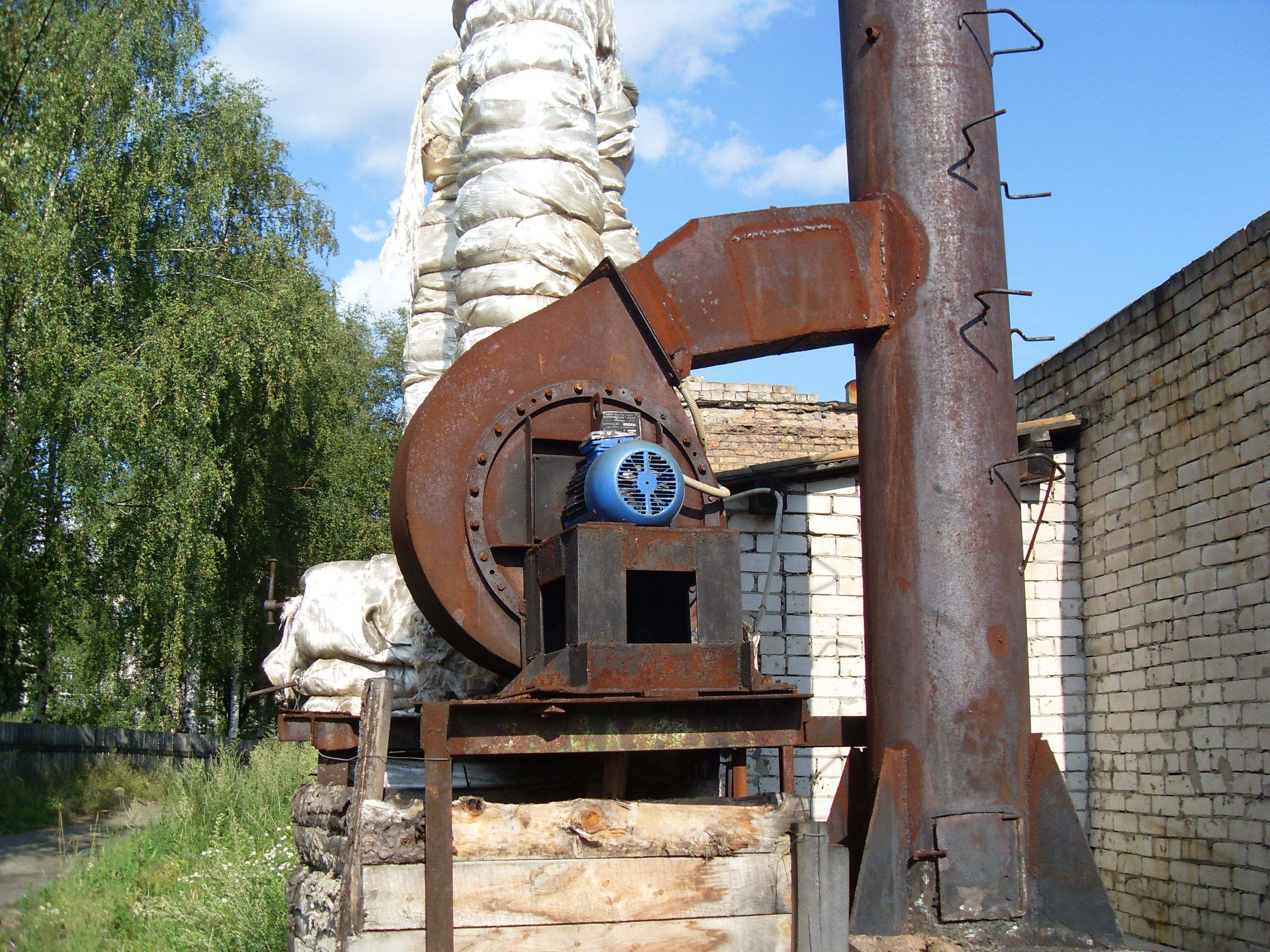
Дымосос небольшой котельной

Дымосос — тягодутьевая установка (как правило, центробежного типа), которая служит для удаления дымовых газов — продуктов сгорания топлива. Предназначен для применения в теплоэнергетике (устанавливается после котла) или для противопожарных мероприятий, существуют также каминные дымососы (обычно - это дымосос-эжектор, и само рабочее колесо вентилятора с горячими газами не контактирует), также дымососы применяются во всех современных крематориях.
Устаревшее название — эксгаустер (от нем. exhauster).

## Дымососы котельных установок
Дымососами комплектуются паровые и водогрейные котлы. В качестве дымососов применяются иногда отдельные типы вентиляторов. Температура перемещаемой среды до 400 °C. Дымососы рассчитаны на непрерывный режим работы с большим ресурсом. Могут устанавливаться в помещении или на улице. Изготавливаются дымососы правого вращения и левого вращения. Возможно использование эжектора, при этом вентилятор подаёт атмосферный воздух к соплу эжектора, а рабочее колесо вентилятора не контактирует с горячими дымовыми газами, что снижает требования к конструкции вентилятора и к применяемым материалам.
Дымососы по конструкции бывают двух исполнений:
- рабочее колесо посажено на вал двигателя. Агрегат получается меньше по габаритам.
- рабочее колесо посажено на вал ходовой части привода. Агрегат получается надёжным, долговечным, но требует большей мощности привода.
- Эжекторный ("труба-эжектор"). Эжектор - это изделие, предназначенное для передачи кинетической энергии потока, истекающего из суживающегося сопла (активный поток), пассивному потоку. В данном случае в качестве активного потока выступает атмосферный воздух, нагнетаемый обычным вентилятором общепромышленного исполнения (они дешевле чем специализированные дымососы, поскольку требования к материалам снижены) к соплу. Как правило, труба после всасывающей камеры эжектора, внутри которой расположено сопло, расширяется кверху. Преимущество - дешевизна, недостаток - более громоздкий, более низкий КПД, потребляет больше электроэнергии. Принцип схож с конусным устройством паровозов.

Главными характеристиками дымососа являются производительность и напор (давление).
Регулируются производительность и давление дымососа осевым направляющим аппаратом или всасывающим карманом с шибером. Всасывающий карман ровнее подводит газы к лопаткам рабочего колеса и исключает завихривание потока, следовательно, повышается КПД дымососа.
Корпус дымососа (улитка) может поворачиваться при установке на углы 0—270°.

## Пожарные дымососы
Пожарные дымососы используются для удаления огнетушащих веществ (газ, порошок, аэрозоль), снижения токсичности в помещении, снижения температуры помещения и уменьшении концентрации дыма в помещениях во время пожарных операций. Бывают переносные и прицепные.

## Обозначение
Обозначение устанавливается изготовителем. Но общепринятой является сложившаяся система обозначений.

### В теплоэнергетике
Обозначение состоит из марки, номера дымососа и частоты вращения в оборотах в минуту.
Марки дымососов:
- Д — с загнутыми вперёд лопатками рабочего колеса.
- ДН — с загнутыми назад лопатками рабочего колеса.
- ДРГ — Дымосос рециркуляции газов
- ДОД — Дымосос осевой двухступенчатый
- ДЦ — Дымосос цементный
- ДА — Дымосос (для алюминиевой промышленности и аглофабрик)
- ГД — Дымосос горячего дутья

В качестве дымососов могут применяться вентиляторы марки ВДН.

### Пожарные дымососы
Пожарные переносные дымососы имеют обозначения по типу привода:
- ДПЭ — дымосос переносной электродвигатель (центробежный, центробежный мобильный, осевой турбированный, осевой турбированный мобильный).
- ДПМ — дымосос переносной мотодвигатель (центробежный пожарный, осевой турбированный пожарный).
- ДП — прицепной дымосос.

Номер дымососа — номинальный диаметр рабочего колеса в дециметрах, измеренный по внешним кромкам лопаток, например, ДПЭ-7.

## Эксплуатация
Содержание пыли и других твёрдых примесей в дымовых газах не должно превышать величины, установленной изготовителем. Эта величина выше, чем для вентиляторов. Для защиты от абразивного действия золы на лопатки рабочего колеса дымососа при изготовлении наплавляются твёрдые сплавы.
Температура газов не должна превышать величины, установленной изготовителем. Она может составлять:
- до 200—250 °C, если рабочее колесо из углеродистой стали
- до 400 °C, если рабочее колесо из низколегированной стали 09Г2С